# Megerlina davidsoni
Megerlina davidsoni är en armfotingsart som först beskrevs av Vélain 1877.  Megerlina davidsoni ingår i släktet Megerlina och familjen Kraussinidae. Inga underarter finns listade i Catalogue of Life.